# 约翰·约阿希姆·贝歇尔
约翰·约阿希姆·贝歇尔（德語：Johann Joachim Becher，1635年5月6日—1682年10月），德国医生、炼丹术士、学者和探险家。他提出了后世称为燃素说的理论来解释燃烧现象。

## 生平
约翰·贝歇尔生于施派尔。他的父亲是一名路德派传教士，在他才八岁时就去世了。十三岁时，贝歇尔发现自己不仅需要养活自己，也需要养活母亲和兄弟。他学习和从事很多小手工艺工作，利用晚上研读各方面的著作，通过授课赚取薪金。1650年起他到欧洲各地漫游，去了斯德哥尔摩和阿姆斯特丹等城市。1652年进入美因茨大学学习。1657年，年仅22岁的贝歇尔被任命为美因茨大学的医学教授和大主教的私人医生和经济顾问。1660年他出版了自己的炼金术著作。第二年他的《通用语言文字》出版，在其中他给出了一万个词汇作为通用语言。1663年他出版了一本关于动物、植物和矿物的书籍。
1664-1670年约翰·贝歇尔成为巴伐利亚选帝侯费迪南德·马里亚的医生和数学家，1666年他还兼任过神圣罗马帝国皇帝利奥波德一世的经济顾问。1670年他成为利奥波德一世的专职经济顾问，这影响了国王的经济、贸易和雇佣政策。利奥波德一世任命他为商业学院的负责人，他为利奥波德一世制定了建造工厂的计划，为和低地国家贸易的公司编写章程，建议创立奥地利-印度公司和建造连接莱茵河和多瑙河的运河。1676年约翰·贝歇尔到了维尔茨堡当顾问。1678年约翰·贝歇尔穿越了英格兰。他曾到苏格兰旅行，在路珀特王子的要求下，曾参观过一座矿山。之后因为同样的原因到康沃尔郡工作了一年。1680年代初，他向皇家学会提交了一篇论文，建议剥夺惠更斯的用摆来测量时间的荣誉。1682年他回到伦敦，10月去世，葬于圣马田教堂，几天之后罗伯特·波义耳也安葬于此。

## 炼金术思想
约翰·贝歇尔是从炼金术向近代化学发展中的一个代表人物。在他发表于1664年的《化学原理》和1669年的《物质的原理》中，他承认气、水、土都是元素，但他接受扬·巴普蒂斯塔·范·海尔蒙特的观点，气不能参与化学反应，水仅仅具有确定的特性，之所以有诸多的化合物，原因就在于构成它们的“土”各不相同。约翰·贝歇尔把土分为三类：玻璃状土、油状土、流质土。玻璃状土相当于帕拉塞尔苏斯所说的盐，使物质具有一定的形态，油状土相当于帕拉塞尔苏斯所说的硫，能使物质易于燃烧，流质土相当于帕拉塞尔苏斯所说的汞，能使物质致密和具有金属光泽，而贝歇尔所说的“油状土”被他的学生格奥尔格·恩斯特·斯塔尔称为“燃素”。